# Gravegliaite
La gravegliaite è un minerale.